# 광동로
광동로 (Gwangdong-ro)는 광주시 퇴촌면 에서 이천시 신둔면 도수초교사거리 를 잇는 도로이다 

## 주요경유지
- 광주시 (퇴촌면)

## 노선
| 이름           | 접속 노선                          | 소재지 | 소재지 | 비고 |
| -------------- | ---------------------------------- | ------ | ------ | ---- |
| 광동삼거리     | 국가지원지방도 제88호선 (천진암로) | 광주시 | 도척면 |      |
| 광동사거리     | 지방도 제325호선 (산수로)          | 광주시 | 도척면 |      |
| 도수교         |                                    | 광주시 | 도척면 |      |
| 도수초교사거리 | 국가지원지방도 제88호선 (천진암로) | 광주시 | 도척면 |      |

## 주요 시설및 건물
- 퇴촌우체국 (광동로 29/광동리 223)
- 이마트24 R 퇴촌미래점 (광동로 36/광동리 232-4)
- 메가MGC커피 경기광주퇴촌점 (광동로 42/광동리 234-1)
- 파리바게뜨 경기광주퇴촌점 (광동로 43/광동리 245-17)
- CU 퇴천광동로점 (광동로 55/광동리 243-4)
- 농협 퇴촌농협 본점 (광동로 65/광동리 147-1)
- 농협 퇴촌농협주유소 (광동로 65/광동리 147-1)
- 베스킨라빈스 광주퇴촌 (광동로 68/광동리 146-2)